# Krananda peristena
Krananda peristena là một loài bướm đêm trong họ Geometridae.